# مائوریسیو لموس
پائولو مائوریسیو لموس مرلادت (اسپانیایی: Paolo Mauricio Lemos Merladett‎؛ زادهٔ ۲۸ دسامبر ۱۹۹۵) بازیکن فوتبال اهل اروگوئه است.
از باشگاه‌هایی که در آن بازی کرده‌است می‌توان به دفنسور اسپورتینگ، روبین کازان، لاس پالماس، ساسوئولو و فنرباغچه اشاره کرد.